# Municipio de Harbison
El municipio de Harbison (en inglés, Harbison Township) es un municipio del condado de Dubois, Indiana, Estados Unidos. Tiene una población estimada, a mediados de 2021, de 1560 habitantes.

## Geografía
Está ubicado en las coordenadas 38°28′32″N 86°51′25″O / 38.47556, -86.85694 (38.475617, -86.857012). Según la Oficina del Censo de los Estados Unidos, tiene una superficie total de 99.0 km², de la cual 97.3 km² corresponden a tierra firme y 1.7 km² son agua.

## Demografía
Según el censo de 2020, en ese momento había 1585 personas residiendo en la zona. La densidad de población era de 16.3 hab./km². El 97.7 % de los habitantes eran blancos, el 0.2 % eran afroamericanos, el 0.1 % eran amerindios, el 0.4 % eran de otras razas y el 1.6 % eran de una mezcla de razas. Del total de la población, el 1.6 % eran hispanos o latinos de cualquier raza.